# Кудрявцев, Фёдор Петрович
Фёдор Петрович Кудрявцев (22 марта 1917 года, село Огнёвка,Змеиногорский уезд, Томская губерния — 1986 год) — бригадир совхоза «Талицкий» Усть-Канского района Горно-Алтайской автономной области. Герой Социалистического Труда (1966).

## Биография
Родился в 1917 году в крестьянской семье в селе Огнёвка Томской губернии (сегодня Республика Алтай). С 1933 года трудился кормачом алтайских маралов в мараловодческом совхозе «Кайтанакский» Усть-Коксинского аймака Ойротской автономной области. В 1938 году был призван на срочную службу в Красную Армию.
Участвовал в Великой Отечественной войне. Получил три ранения. Войну закончил в Берлине. После демобилизации возвратился на родину, где продолжил трудиться кормачом в совхозе «Кайтанакский» Усть-Канского аймака. С 1955 года — бригадир мараловодческой бригады совхоза «Талицкий» Усть-Канского района.
В 1965 году бригада Фёдора Кудрявцева получила в среднем по 6,5 килограмм сырых пантов с каждой головы марала при плане 6 килограмм, при этом сохранность стада составила 96,5 %. Указом Президиума Верховного Совета СССР от 22 марта 1966 года «за достигнутые успехи в развитии животноводства, увеличении производства и заготовок мяса, молока, яиц, шерсти и другой продукции» удостоен звания Героя Социалистического Труда с вручением ордена Ленина и золотой медали «Серп и Молот».
В 1966 году участвовал во Всесоюзной выставке ВДНХ.
Избирался членом Алтайского краевого и Горно-Алтайского областного комитетов КПСС, делегатом XIV съезда профсоюзов (1968).
Скончался в 1986 году.
Награды
- Герой Социалистического Труда
- Орден Ленина
- Орден Отечественной войны 1 степени (11.03.1985)
- Медаль «За боевые заслуги» (18.10.1945)
- Медаль «За взятие Берлина»
- Медаль «В ознаменование 100-летия со дня рождения Владимира Ильича Ленина»